# Tmarus yaginumai
Tmarus yaginumai là một loài nhện trong họ Thomisidae.
Loài này thuộc chi Tmarus. Tmarus yaginumai được Hirotsugu Ono miêu tả năm 1977.